# Präsidentschaftswahl in Finnland 1988
Die Präsidentschaftswahl in Finnland 1988 fand am 31. Januar und 1. Februar 1988 statt.
Die Wahlen wurden in einem neuen System durchgeführt. Neben dem Wahlmännerausschuss war die finnische Bevölkerung dazu aufgerufen, den Präsidenten direkt zu wählen. Der Wahlmännerausschuss würde nur zum Einsatz kommen, sollte keiner der Kandidaten bei der Direktwahl eine absolute Mehrheit erreichen. Um eine Pattsituation zu verhindern wurde der Wahlmännerausschuss von 300 auf 301 Personen erweitert.
Tatsächlich erhielt Amtsinhaber Mauno Koivisto, der Kandidat der Sozialdemokratischen Partei Finnlands, der auch von anderen Parteien und Listen unterstützt wurde, bei der Direktwahl 48,9 % der Stimmen, wodurch eine Tagung des Wahlmännerausschusses notwendig wurde. Dieser wählte ihn schließlich im zweiten Wahlgang erneut zum Präsidenten.

## Kandidaten

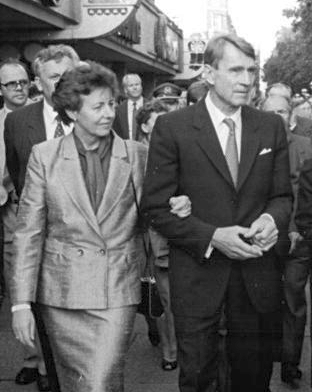
Koivisto 1987 mit seiner Frau Tellervo bei einem Besuch in Dresden.

Fünf Kandidaten stellten sich der Präsidentschaftswahl:
Mauno Koivisto:
Für die Sozialdemokratische Partei Finnlands trat erneut Amtsinhaber Mauno Koivisto an. Der 64-jährige bekleidete das Amt des finnischen Staatspräsidenten seit 1982. Zuvor war er von 1968 bis 1970 und von 1979 bis 1982 finnischer Ministerpräsident gewesen. Neben seiner eigenen Partei wurde er auch von der Landpartei Finnlands und der eigens für die Wahl aufgestellte Liste Pro Koivisto unterstützt. Zudem erhielt er auch die Stimmzusage im Rahmen der Ålands Samling.
Paavo Väyrynen:
Der 41 Jahre alte Paavo Väyrynen trat für die Finnische Zentrumspartei an. Väyrynen hatte seit 1975 schon in mehreren Kabinetten als Minister gewirkt, unter anderem als Außenminister unter den Sozialdemokraten Kalevi Sorsa und Mauno Koivisto. Von der Zentrumspartei war er bereits 1986 als Kandidat bestimmt worden. Im Wahlkampf setzte er vor allem auf die Außenpolitik und warf Koivisto auf diesem Gebiet Inkompetenz vor. Allerdings veränderte sich die Lage durch die beginnende Entspannung mit der Amtsübernahme Michail Gorbatschows in der Sowjetunion, wodurch Väyrynen sein wichtigstes Thema verlor. Außerdem hatte er in Umfragen Schwierigkeiten, auch als Persönlichkeit breitere Anerkennung in der finnischen Bevölkerung zu finden.
Harri Holkeri:
Die liberal-konservative Nationale Sammlungspartei stellte Harri Holkeri als ihren Kandidaten auf. Holkeri war nach den Parlamentswahlen 1987 Ministerpräsident geworden.
Kalevi Kivistö:
Die linkssozialistische Demokratische Union des Finnischen Volkes hatte bei den Parlamentswahlen 1987 einen schweren Rückschlag erhalten. Bei der Präsidentschaftswahl stellte sie nun eigens die Bewegung 88 auf, die ihren Kandidaten Kalevi Kivistö unterstützen sollte. Kivistö war bereits 1982 für die SKDL angetreten und konnte auch diesmal sein Stimmergebnis bei etwa 11 % halten. Zum Zeitpunkt der Wahö war er amtierender Bildungsminister.
Jouko Kajanoja:
Der 46 Jahre alte Jouko Kajanoja war der Kandidat der Demokratischen Alternative. Die Demokratische Alternative hatte sich 1986 aus der innerparteilichen, orthodox-marxistischen Opposition der Demokratischen Union des Finnischen Volkes herausgebildet und hatte bei den Parlamentswahlen 1987 4,2 % der Stimmen erhalten. Unter Koivisto war er 1981/82 Arbeitsminister.

## Öffentliche Wahlen
Das finnische Volk war am 31. Januar und am 1. Februar dazu aufgerufen, sowohl den Präsidenten als auch einen eventuell zu benötigenden Wahlmännerausschuss zu wählen.

### Präsidentenwahl
| Partei/Liste                         | Kandidat       | Ergebnis  | Ergebnis      |
| Partei/Liste                         | Kandidat       | Stimmen   | Stimmenanteil |
| ------------------------------------ | -------------- | --------- | ------------- |
| Sozialdemokratische Partei Finnlands | Mauno Koivisto | 1 513 234 | 48,9 %        |
| Zentrumspartei                       | Paavo Väyrynen | 636 375   | 20,6 %        |
| Nationale Sammlungspartei            | Harri Holkeri  | 570 340   | 18,4 %        |
| Bewegung 88                          | Kalevi Kivistö | 330 072   | 10,7 %        |
| Demokratische Alternative            | Jouko Kajanoja | 44 428    | 1,4 %         |
| Total                                |                | 3 094 449 | 100,0 %       |

### Wahl zum Wahlmännerausschuss
| Partei/Liste                         | Ergebnis  | Ergebnis      | Sitze |
| Partei/Liste                         | Stimmen   | Stimmenanteil | Sitze |
| ------------------------------------ | --------- | ------------- | ----- |
| Sozialdemokratische Partei Finnlands | 1 175 209 | 39,4 %        | 128   |
| Zentrumspartei                       | 647 769   | 21,7 %        | 68    |
| Nationale Sammlungspartei            | 603 180   | 20,2 %        | 63    |
| Bewegung 88                          | 286 833   | 9,6 %         | 26    |
| Bauernpartei                         | 120 043   | 4,0 %         | 7     |
| Pro Koivisto                         | 88 663    | 3,0 %         | 8     |
| Demokratische Alternative            | 56 528    | 1,9 %         | 0     |
| Ålands Samling                       | 7 484     | 0,3 %         | 1     |
| Total                                | 2 985 709 | 100,0 %       | 301   |

## Wahlmännerausschuss
Die 301 Mitglieder des Wahlmännerausschusses tagten am 15. Februar 1988. Mauno Koivisto wurde im zweiten Wahlgang zum Staatspräsidenten gewählt, womit er seine zweite Amtszeit antreten konnte.
| Partei/Liste                                                                          | Kandidat       | 1. Wahlgang | 2. Wahlgang |
| ------------------------------------------------------------------------------------- | -------------- | ----------- | ----------- |
| Sozialdemokratische Partei Finnlands Landpartei Finnlands Pro Koivisto Ålands Samling | Mauno Koivisto | 144         | 189         |
| Finnische Zentrumspartei                                                              | Paavo Väyrynen | 68          | 68          |
| Nationale Sammlungspartei                                                             | Harri Holkeri  | 63          | 18          |
| Bewegung 88                                                                           | Kalevi Kivistö | 26          | 26          |
| Demokratische Alternative                                                             | Jouko Kajanoja | 0           | -           |
| Total                                                                                 |                | 301         | 301         |